# Fremdevaluation
Eine Fremdevaluation ist eine bestimmte Form von Evaluation. Sie stellt einen Gegenpol zur Selbstevaluation dar. Der Begriff "fremd" von Fremdevaluation bezieht sich auf die Steuerung des Evaluationsprozesses. Unterzieht sich eine Schule beispielsweise im Rahmen der Schulentwicklung einer Fremdevaluation, so könnte dies eine durch die zuständige Schulaufsicht initiierte und gesteuerte Evaluation sein. Der Prozess der Fremdevaluation kann näher spezifiziert werden durch die Merkmale
- Durchführung der Evaluation
- Nutzung der Evaluation und
- Ziel der Evaluation

## Beispiele
1. Ein Beispiel für eine fremd gesteuerte, formative, äußere Evaluation mit dem Ziel der Kontrolle eines Evaluationsgegenstandes wäre: Eine Schule liefert Datensätze für eine Fremdevaluation an. Mit diesen Rohdaten wird durch die Schulaufsicht – zusammen mit Datenpaketen anderer Schulen – eine Metaevaluation von Schulprogrammen durchgeführt (hier: PQS-Modell).
2. Ein Beispiel für eine fremd gesteuerte, formative, innere Evaluation mit dem Ziel der Rechenschaftslegung wäre: Es ergeht eine gesetzliche Verpflichtung von Regelschulen zur Durchführung von internen Evaluationsmaßnahmen und Schulprogrammen wie etwa dem Hamburger Modell.
3. Ein Beispiel für eine fremd gesteuerte, summative, äußere Evaluation mit dem Ziel der Kontrolle eines Evaluationsgegenstandes wären diverse Schulrankings als Ergebnisse nationaler Testverfahren (englisches Modell).
4. Ein Beispiel für eine fremd gesteuerte, summative, innere Evaluation mit dem Ziel der Rechenschaftslegung wäre: eine Landes-Schulaufsicht führt Schulinspektionen durch und gibt Anregungen für Entwicklungsmaßnahmen der betr. Schule (z. B. niederländisches Modell der turnusmäßigen Schulinspektion).